# Saint-Uze
Saint-Uze est une commune française située dans le département de la Drôme en région Auvergne-Rhône-Alpes .

## Géographie

### Situation et description
La commune de Saint-Uze est située dans la partie Nord du département, à environ 60 km au sud de Lyon, 65 km à l'ouest de Grenoble, moins de 30 km au nord de Valence (distances Orthodromiques).
Par la route, le village est situé à 5 km à l'est de Saint-Vallier (chef-lieu du canton), à 18 km au nord de Tain-l'Hermitage et à 26 km au nord-ouest du centre-ville de Romans-sur-Isère.

### Relief et géologie
Sites particuliers :
- Col du Grand Boeuf ;
- Combe de Clavel ;
- Combe Gaité ;
- Combe Garnay ;
- Combe de l'Huile ;
- Combe Tourmente.

Michel de la Torre mentionne aussi la Gorge de Rochetaillée.

### Hydrographie
La commune est arrosée par les cours d'eau suivants :
- la Galaure, affluent du Rhône ; elle traverse le territoire de Saint-Uze au sud et forme la limite avec la commune de Saint-Barthélemy-de-Vals ;
- la Ravine, long de 1,9 km[5] ;
- le Bourbourioux, long de 2,7 km, sur la limite ouest de la commune[6] ;
- Ravin du Puit d'Enfer ;
- Ruisseau de Combe Tourmente, long de 3,4 km[7].

La commune possède un lac, le Lac des Vernets, qu'elle partage avec la commune de Saint-Barthélemy-de-Vals.

### Climat
Pour des articles plus généraux, voir Climat d'Auvergne-Rhône-Alpes et Climat de la Drôme.
En 2010, le climat de la commune est de type climat du Bassin du Sud-Ouest, selon une étude du Centre national de la recherche scientifique s'appuyant sur une série de données couvrant la période 1971-2000. En 2020, Météo-France publie une typologie des climats de la France métropolitaine dans laquelle la commune est dans une zone de transition entre le climat de montagne et le climat méditerranéen et est dans la région climatique  Moyenne vallée du Rhône, caractérisée par un bon ensoleillement en été (fraction d’insolation > 60 %), une forte amplitude thermique annuelle (4 à 20 °C), un air sec en toutes saisons, orageux en été, des vents forts (mistral), une pluviométrie élevée en automne (250 à 300 mm).
Pour la période 1971-2000, la température annuelle moyenne est de 12,4 °C, avec une amplitude thermique annuelle de 17,9 °C. Le cumul annuel moyen de précipitations est de 852 mm, avec 7,8 jours de précipitations en janvier et 5,5 jours en juillet. Pour la période 1991-2020, la température moyenne annuelle observée sur la station météorologique de Météo-France la plus proche, « Saint-Barthélemy-V_sapc », sur la commune de Saint-Barthélemy-de-Vals à 2 km à vol d'oiseau, est de 12,7 °C et le cumul annuel moyen de précipitations est de 860,4 mm,. Pour l'avenir, les paramètres climatiques de la commune estimés pour 2050 selon différents scénarios d'émission de gaz à effet de serre sont consultables sur un site dédié publié par Météo-France en novembre 2022.
| Mois                                  | jan.             | fév.           | mars            | avril         | mai             | juin           | jui.           | août           | sep.            | oct.            | nov.             | déc.             | année      |
| ------------------------------------- | ---------------- | -------------- | --------------- | ------------- | --------------- | -------------- | -------------- | -------------- | --------------- | --------------- | ---------------- | ---------------- | ---------- |
| Température minimale moyenne (°C)     | 0,6              | 0,6            | 3,1             | 5,9           | 9,9             | 13,2           | 14,5           | 14,1           | 10,9            | 8,3             | 4,1              | 1,3              | 7,2        |
| Température moyenne (°C)              | 4                | 5              | 8,7             | 12            | 16,2            | 19,9           | 21,8           | 21,5           | 17,4            | 13,3            | 7,9              | 4,7              | 12,7       |
| Température maximale moyenne (°C)     | 7,5              | 9,3            | 14,4            | 18,1          | 22,4            | 26,6           | 29,1           | 28,8           | 23,8            | 18,3            | 11,8             | 8                | 18,2       |
| Record de froid (°C) date du record   | −23,8 06.01.1971 | −16 05.02.1963 | −11,9 02.03.05  | −5,9 08.04.21 | −2,4 02.05.1962 | 2,5 01.06.1986 | 2,8 06.07.1965 | 2,2 30.08.1986 | −0,4 29.09.1972 | −5,7 31.10.1997 | −11,2 28.11.1985 | −17,4 28.12.1962 | −23,8 1971 |
| Record de chaleur (°C) date du record | 19,2 10.01.15    | 21,9 23.02.20  | 25,9 25.03.1994 | 29,6 24.04.07 | 35,2 24.05.09   | 39,8 27.06.19  | 40,5 24.07.19  | 42,5 22.08.23  | 34,8 01.09.1961 | 30 05.10.1966   | 24,3 02.11.1970  | 19,3 16.12.1989  | 42,5 2023  |
| Précipitations (mm)                   | 53,3             | 41,4           | 49,8            | 69,6          | 79,6            | 65,1           | 60,3           | 62,2           | 100,6           | 120,9           | 105,7            | 51,9             | 860,4      |

### Voies de communication et transports
Saint-Uze est desservie par la route départementale 51 reliant Saint-Vallier à Hauterives et Le Grand-Serre et au delà, Roybon en Isère où elle devient la route départementale 20.
L'autoroute A7 passe à l'est de la commune. C'est là où se trouve le col du Grand Bœuf, point culminant de l'autoroute à 323 m d'altitude, à la limite avec Beausemblant, connu pour sa pente dangereuse et par ses bouchons.
Deux lignes d'autobus desservent Saint-Uze :
- la ligne 03 « Saint-Vallier-Le Grand-Serre »,
- la ligne 09 « Romans-sur-Isère-Saint-Vallier »[14].

La gare de Saint-Vallier-sur-Rhône est à environ 6 km et permet d'accéder au réseau ferroviaire régional de l'axe Paris-Lyon-Marseille.

La gare de Valence TGV est située à environ 30 km de Saint-Uze et donne accès au réseau ferroviaire à grande vitesse.

## Urbanisme

### Typologie
Au 1er janvier 2024, Saint-Uze est catégorisée bourg rural, selon la nouvelle grille communale de densité à 7 niveaux définie par l'Insee en 2022.
Elle est située hors unité urbaine. Par ailleurs la commune fait partie de l'aire d'attraction de Saint-Vallier, dont elle est une commune de la couronne,. Cette aire, qui regroupe 9 communes, est catégorisée dans les aires de moins de 50 000 habitants,.

### Occupation des sols
L'occupation des sols de la commune, telle qu'elle ressort de la base de données européenne d’occupation biophysique des sols Corine Land Cover (CLC), est marquée par l'importance des territoires agricoles (63,6 % en 2018), en diminution par rapport à 1990 (70,2 %). La répartition détaillée en 2018 est la suivante : zones agricoles hétérogènes (25,7 %), forêts (25,5 %), terres arables (20,2 %), prairies (17,8 %), zones urbanisées (10,9 %). L'évolution de l’occupation des sols de la commune et de ses infrastructures peut être observée sur les différentes représentations cartographiques du territoire : la carte de Cassini (XVIIIe siècle), la carte d'état-major (1820-1866) et les cartes ou photos aériennes de l'IGN pour la période actuelle (1950 à aujourd'hui).

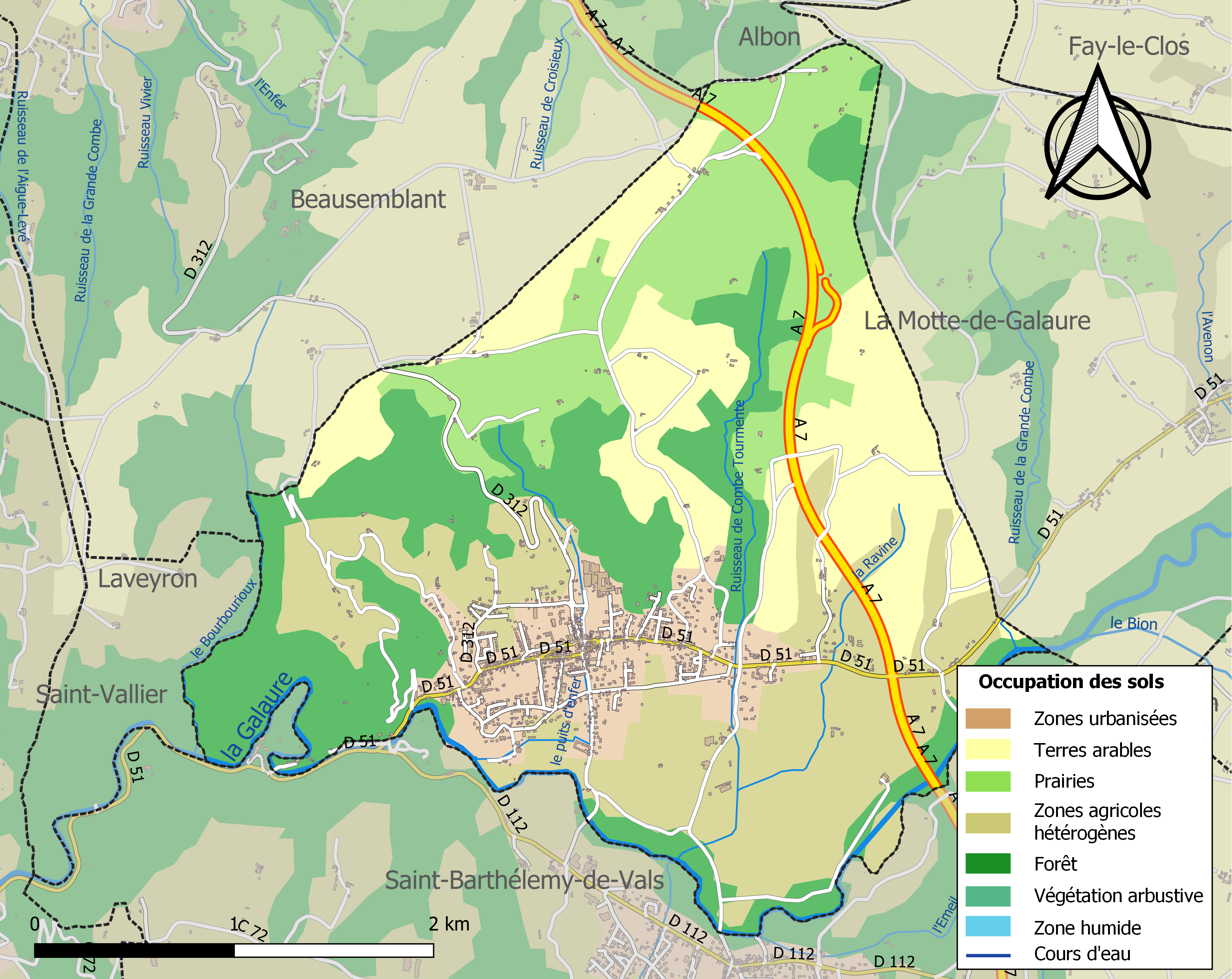
Carte des infrastructures et de l'occupation des sols de la commune en 2018 (CLC).

### Morphologie urbaine
Le Nord et l'Ouest du village sont boisés, en zone naturelle ; alors que le Sud et l'Est sont réservés à l'agriculture.
Plus de la moitié de la surface de la commune est consacrée à l'agriculture et un tiers est occupée par la forêt et les espaces naturels[réf. nécessaire].
| Territoire artificialisé                                                                                                  | 12,43 % (5,60)  | 126 |
| Espace agricole | 52,51 % (25,80) | 532 |
| Fôrets et milieux semi-naturels                                                                                           | 32,67 % (66,40) | 331 |
| Eaux | 1,67 % (1)      | 17  |
| Indéterminés | 0,7 % (1,30)    | 7   |
| Source : Base statistique de l'Observatoire des surfaces à l’échelle communale (OSCOM) et Diaporama de présentation OSCOM |                 |     |

#### Quartiers, hameaux et lieux-dits
Site Géoportail (carte IGN) :
- Albon
- Bertheux
- Bois de Peyrosay
- Bois Rousset
- Chapelle Sainte-Euphémie
- Clavet
- Combe Tourmente
- Ferme de Chanteblé
- Grand Layat
- Jappe-Renard
- la Combe Laye
- la Côte
- la Prairie
- le Battoir
- le Goreau
- le Martinet
- le Moulin
- les Blaches
- les Champions
- les Côtes
- les Essarts
- les Geais
- les Montées
- les Prieurs et Rangs
- les Rivoires
- les Sablières
- les Serves
- les Sources
- les Tronches
- les Vernais
- les Vernais
- Mongenlier
- Montaclard
- Pont de Saint-Uze
- Puits d'Enfer
- Radier
- Sainte-Euphémie
- Sainte-Euphémie
- Sampoté

### Logement
En 2014, trois quarts des logements de la commune sont des maisons et un quart sont des appartements, sur un total de 978 logements (939 en 2009 et 878 en 2006),. Parmi ces logements, près de 86 % sont des résidences principales, un peu plus de 3 % des résidences secondaires et près de 11 % des logements vacants. En cinq ans, entre 2009 et 2014, la part des résidences secondaires diminue d'environ un point et demi de pourcentage, alors que celle des logements vacants, au nombre de 107 en 2014 augmente d'un point.
| Types de logements     | 2014 | Proportion | 2009 | Proportion |
| ---------------------- | ---- | ---------- | ---- | ---------- |
| Total                  | 978  | 100 %      | 939  | 100 %      |
| Résidences principales | 840  | 85,9 %     | 803  | 85,5 %     |
| Résidences secondaires | 31   | 3,2 %      | 43   | 4,6 %      |
| Logements vacants      | 107  | 10,9 %     | 93   | 9,9 %      |
| Source : Insee,        |      |            |      |            |

### Risques naturels et technologiques

#### Risques sismiques
La commune est située en zone de sismicité modérée (zone 3) et possède un plan de prévention des risques naturels (PPRn) relatif aux inondations.

## Toponymie

### Attestations anciennes
Dictionnaire topographique du département de la Drôme :
- 1302 : mention de la paroisse : parrochia Sancti Heusticii (archives de la Drôme, E 601).
- XIVe siècle : mention du prieuré : prioratus Sancti Heusicii (pouillé de Vienne).
- 1467 : Sanctus Heusticius (archives de la Drôme, E 2456).
- 1471 : Saincte Heuse, Saincte Huse et ad Sanctum Heustichium (Recogn. Sancti Valerii).
- 1487 : Saincte Huze (Recogn. Sancti Valerii).
- 1520 : mention de la paroisse : parrochia Sancti Husticii in mandamento Vallis (pouillé de Vienne, 2458).
- 1521 : mention de l'église Saint-Eustache : ecclesia Sancti Eustachii (pouillé de Vienne).
- 1525 : villa Sancti Husticii (archives de la Drôme, E 2459).
- 1655 : Sainte Uze Berteux (archives de la Drôme, E 725).
- 1655 : mention de l'église Saint-Eustache : la cure de Saint Eustache de Sainte Uze (archives de la Drôme, E 2207).
- 1671 : Sainte Uze Bertheux (archives de la Drôme, C 312).
- 1793 : Mont Berteux [appellation révolutionnaire].
- 1891 : Sainte-Uze, commune du canton de Saint-Vallier.

(non daté)[réf. nécessaire] : Saint-Uze.

## Histoire

### Antiquité: les Gallo-romains
Découverte de poteries antiques à Sainte-Euphémie.

### Du Moyen Âge à la Révolution
La seigneurie :
- Fief du comté d'Albon puis des dauphins[4].
- Au point de vue féodal, Saint-Uze faisait partie du mandement de Vals[24].

Avant 1790, Saint-Uze était une communauté de l'élection et subdélégation de Romans et du bailliage de Saint-Marcellin.

Elle formait une paroisse du diocèse de Vienne dont l'église, dédiée à saint Eustache, était celle d'un prieuré de l'ordre de Saint-Augustin (congrégation de Saint-Ruf) de la dépendance du prieuré de Saint-Vallier, uni à ce dernier prieuré en 1741. Les dîmes de cette paroisse appartenaient au prieur, qui présentait à la cure.

#### Vals
Dictionnaire topographique du département de la Drôme :
- 1237 : castrum de Valle (Itinéraire des dauphins).
- 1333 : castrum Vallis (choix de documents, 39).
- 1347 : apud Vallem (Valbonnais, II, 560).
- 1390 : mention de la châtellenie : castellania Vallis (choix de documents, 222).
- 1434 : le chastel de Val (choix de documents, 383).
- 1550 : mention du mandement : mandamentum de Valle (terrier de Diane de Poitiers).
- 1607 : Vaulx (archives de la Drôme, E 1003).
- XVIIe siècle : Val (Guy-Allard, Dict. hist., II, 714).
- 1891 : Vals, château ruiné sur la commune de Saint-Uze.

1414 (démographie) : la châtellenie comprend 99 familles (feux).
La seigneurie :
- Ancien château delphinal dont le mandement comprenait les paroisses ou communautés de Laveyron, Saint-Barthelémy-de-Vals et Saint-Uze. La châtellenie a la même étendue que le mandement.
- 1425 : donné aux Poitiers-Saint-Vallier qui s'en qualifient comte.
- La terre passe aux héritiers de Diane de Poitiers.
- Vers 1568 : elle passe aux La Croix-Chevrières, derniers seigneurs.

### De la Révolution à nos jours
En 1790, la commune fait partie du canton de Saint-Vallier.
À partir de 1792 : la foire de Saint-Uze se déroule chaque année au mois de septembre dans les rues du village. L'origine de cet évènement est liée au pèlerinage qui avait lieu vers la chapelle de Sainte-Euphémie sur les hauteurs de Saint-Uze.
Aux XIXe et XXe siècles, Saint-Uze est connue pour sa production de grès fin industriels[réf. nécessaire].
Deux frères de la famille Revol avaient découvrent, en 1789, dans la commune voisine de Saint-Barthélemy-de-Vals, une carrière de sable kaolino-feldspathique qui leur permit, vers 1800, de créer deux fabriques de grès fins à Ponsas puis à Saint-Uze. Les frères Revol s'associèrent au chimiste M. Raymond pour fabriquer des ustensiles de cuisine et de chimie, dont des creusets, que l'on achetait alors en Allemagne. Cette « terre d'acier » était rendue complètement imperméable par un début de vitrification. On en fit des ustensiles hygiéniques (appellation « porcelaine hygiénique », « hygiocérame »).

Cette production est présentée avec succès à l'Exposition Industrielle de Paris de 1834. À la suite de ce succès, d'autres fabriques voient le jour, jusqu'à une douzaine dans les villages de Saint-Uze, Saint-Vallier, Ponsas, Andancette, Érôme, Épinouze. Les productions se diversifient : isolateurs électriques, carrelage, encrier, éviers, articles funéraires, objets publicitaires dont les carafes à eau jaune Ricard[réf. nécessaire].
La révolution de février 1848 est bien accueillie à Saint-Uze. Un arbre de la liberté est planté. Malgré le décret préfectoral de janvier 1852, la municipalité ne l'arrache pas. Cet arbre, un orme, était encore debout à la fin du XXe siècle sur la place de l'église.
En 1944, au nord-est de la commune, se trouvait un terrain de parachutage utilisé par la Résistance et répondant au nom de code Ajusteur. Dans la nuit du 29 au 30 janvier, des containers d'armes et des colis sont parachutés, ainsi que quatre personnes : René Obadia (« Pioche »), Eugène Déchelette (« Ellipse »), Yvon Morandat (« Arnolphe ») (déjà parachuté en France le 6 novembre 1941) ainsi que Marguerite Petitjean (« Binette »), 24 ans, première femme du Réseau Action à sauter en parachute en France occupée,.

## Politique et administration

### Administration municipale
Le nombre d'habitants au dernier recensement étant compris entre 1 500 et 2 499, le nombre de membres du conseil municipal est de 19.
À la suite des élections municipales françaises de 2020, le conseil municipal est composé du maire, de cinq adjoints et de treize conseillers municipaux[source insuffisante].

### Liste des maires
| Période                                                                      | Période          | Identité                          | Étiquette | Qualité                                                                |
| ---------------------------------------------------------------------------- | ---------------- | --------------------------------- | --------- | ---------------------------------------------------------------------- |
| Les données manquantes sont à compléter. : de la Révolution au Second Empire |                  |                                   |           |                                                                        |
| 1790                                                                         | 1871             | ?                                 |           |                                                                        |
| Les données manquantes sont à compléter. : depuis la fin du Second Empire    |                  |                                   |           |                                                                        |
| 1871                                                                         | 1874             | ?                                 |           |                                                                        |
| 1874                                                                         | 1878             | ?                                 |           |                                                                        |
| 1878                                                                         | 1884             | ?                                 |           |                                                                        |
| 1884                                                                         | 1888             | ?                                 |           |                                                                        |
| 1888                                                                         | 1892             | ?                                 |           |                                                                        |
| 1892                                                                         | 1896             | ?                                 |           |                                                                        |
| 1896                                                                         | 1900             | ?                                 |           |                                                                        |
| 1900                                                                         | 1904             | ?                                 |           |                                                                        |
| 1904                                                                         | 1908             | ?                                 |           |                                                                        |
| 1908                                                                         | 1912             | ?                                 |           |                                                                        |
| 1912                                                                         | 1919             | ?                                 |           |                                                                        |
| 1919                                                                         | 1923             | ?                                 |           |                                                                        |
| 1923 (dec.) (élection ?)                                                     | 1925             | Julien Blachon                    | PCF       | horticulteur-pépiniériste                                              |
| 1925                                                                         | 1929             | Julien Blachon                    |           | maire sortant                                                          |
| 1929                                                                         | 1933 (démission) | Julien Blachon                    |           | maire sortant                                                          |
| 1933 (mars)                                                                  | 1935             | Francis Tarel                     | PCF       |                                                                        |
| 1935                                                                         | 1940             | Francis Tarel                     |           | maire sortant                                                          |
| 1940 (janv.) (élection ?)                                                    | 1944 (sept.)     | Délégation spéciale               |           |                                                                        |
| 1944 (oct.)                                                                  | 1945             | Francis Tarel                     | PCF       | maire précédent                                                        |
| 1945                                                                         | 1947             | Francis Tarel                     |           | maire sortant                                                          |
| 1947                                                                         | 1953             | Élie Bonneton                     | SFIO      |                                                                        |
| 1953                                                                         | 1959             | Élie Bonneton                     |           | maire sortant                                                          |
| 1959                                                                         | 1961             | Élie Bonneton                     |           | maire sortant                                                          |
| 1961 (élection ?)                                                            | 1965             | ?                                 |           |                                                                        |
| 1965                                                                         | 1973             | Emmanuel Victouron                |           |                                                                        |
| 1971                                                                         | 1973             | Emmanuel Victouron                |           | maire sortant                                                          |
| 1973 (élection ?)                                                            | 1977             | ?                                 |           |                                                                        |
| 1977                                                                         | 1983             | ?                                 |           |                                                                        |
| 1983                                                                         | 1989             | Maurice Serre                     |           |                                                                        |
| 1989                                                                         | 1995             | Jean-Michel Culty                 | UDF       | pharmacien conseiller général du canton de Saint-Vallier (1993 à 2001) |
| 1995                                                                         | 2001             | Jean-Michel Culty                 |           | maire sortant                                                          |
| 2001                                                                         | 2008             | Jean-Michel Culty                 |           | maire sortant                                                          |
| 2008                                                                         | 2014             | Jérôme Caire                      | DVG       | formateur 8e vice-président de la CC Porte de DrômArdèche (2014 à ?)   |
| 2014                                                                         | 2020             | Jérôme Caire                      |           | maire sortant                                                          |
| 2020                                                                         | En cours         | Jérôme Caire[source insuffisante] |           | maire sortant                                                          |

## Population et société

### Démographie

#### Évolution démographique
L'évolution du nombre d'habitants est connue à travers les recensements de la population effectués dans la commune depuis 1793. Pour les communes de moins de 10 000 habitants, une enquête de recensement portant sur toute la population est réalisée tous les cinq ans, les populations de référence des années intermédiaires étant quant à elles estimées par interpolation ou extrapolation. Pour la commune, le premier recensement exhaustif entrant dans le cadre du nouveau dispositif a été réalisé en 2006.
En 2022, la commune comptait 2 129 habitants, en évolution de +4,36 % par rapport à 2016 (Drôme : +2,64 %, France hors Mayotte : +2,11 %).
| 1793 | 1800 | 1806 | 1821 | 1831 | 1836 | 1841 | 1846 | 1851 |
| ---- | ---- | ---- | ---- | ---- | ---- | ---- | ---- | ---- |
| 349  | 409  | 411  | 560  | 609  | 700  | 772  | 815  | 885  |

| 1856 | 1861  | 1866  | 1872  | 1876  | 1881  | 1886  | 1891  | 1896  |
| ---- | ----- | ----- | ----- | ----- | ----- | ----- | ----- | ----- |
| 970  | 1 046 | 1 117 | 1 329 | 1 524 | 1 528 | 1 609 | 1 578 | 1 634 |

| 1901  | 1906  | 1911  | 1921  | 1926  | 1931  | 1936  | 1946  | 1954  |
| ----- | ----- | ----- | ----- | ----- | ----- | ----- | ----- | ----- |
| 1 646 | 1 724 | 1 760 | 1 553 | 1 652 | 1 630 | 1 515 | 1 555 | 1 673 |

| 1962  | 1968  | 1975  | 1982  | 1990  | 1999  | 2006  | 2011  | 2016  |
| ----- | ----- | ----- | ----- | ----- | ----- | ----- | ----- | ----- |
| 1 970 | 1 980 | 2 086 | 2 003 | 1 846 | 1 589 | 1 783 | 1 977 | 2 040 |

| 2021  | 2022  | - | - | - | - | - | - | - |
| ----- | ----- | - | - | - | - | - | - | - |
| 2 106 | 2 129 | - | - | - | - | - | - | - |

#### Pyramide des âges
La population de la commune est relativement jeune.
En 2018, le taux de personnes d'un âge inférieur à 30 ans s'élève à 37,5 %, soit au-dessus de la moyenne départementale (33,9 %). À l'inverse, le taux de personnes d'âge supérieur à 60 ans est de 26,0 % la même année, alors qu'il est de 27,9 % au niveau départemental.
En 2018, la commune comptait 985 hommes pour 1 079 femmes, soit un taux de 52,28 % de femmes, légèrement supérieur au taux départemental (51,55 %).
Les pyramides des âges de la commune et du département s'établissent comme suit.
| Hommes | Classe d’âge | Femmes |
| ------ | ------------ | ------ |
| 0,4    | 90 ou +      | 1,3    |
| 5,9    | 75-89 ans    | 9,3    |
| 17,0   | 60-74 ans    | 17,8   |
| 16,0   | 45-59 ans    | 15,2   |
| 21,7   | 30-44 ans    | 20,2   |
| 13,6   | 15-29 ans    | 14,8   |
| 25,4   | 0-14 ans     | 21,3   |

| Hommes | Classe d’âge | Femmes |
| ------ | ------------ | ------ |
| 0,8    | 90 ou +      | 2      |
| 8      | 75-89 ans    | 10,3   |
| 17,9   | 60-74 ans    | 18,7   |
| 20,3   | 45-59 ans    | 19,9   |
| 18     | 30-44 ans    | 18     |
| 16,2   | 15-29 ans    | 14,2   |
| 18,9   | 0-14 ans     | 17     |

### Enseignement
Le village a une école maternelle dont l'effectif est de 91 élèves et une école élémentaire de 135 élèves pour l'année scolaire 2017-2018.

### Santé
La commune possède deux médecins, une pharmacie et deux kinésithérapeutes.
L'hôpital le plus proche est celui de Saint-Vallier, à environ 5 km ou celui de Romans-sur-Isère à une trentaine de kilomètres de Saint-Uze.

### Manifestations culturelles et festivités
- Fête communale : le premier dimanche de juin[4].
- Fête patronale : le dimanche après le 15 septembre[4].
- Foire : le lundi après le 16 septembre[4] dans les rues du village[26].
- Vide-greniers : tous les seconds dimanches de septembre, rue du moulin sur un terrain fermé et ombragé[réf. nécessaire].

### Loisirs
Le lac des Vernets est une base de loisirs avec plan d'eau de 4,5 ha qui est entouré d'un parc de 11 ha à l'état naturel. La baignade y est surveillée pendant la saison estivale, et la pêche est possible en dehors de cette dernière. Le site offre promenades, coins pique-nique, terrain de volley, plage, parking ombragé, snack-bar glacier, sanitaires[réf. nécessaire].

## Économie

### Agriculture
En 1992 : céréales, fourrage, vignes (vins AOC Côtes-du-Rhône), caprins.
- Marché hebdomadaire : le dimanche[4] matin.

### Entreprises et commerces
En 2014, on dénombre 137 établissements ; 52,6 % dans le commerce et les transports, 19 % dans les secteurs de l'administration publique, l'enseignement, la santé et l'action sociale, 13,9 % dans la construction, 8,8 % dans l'industrie, 5,8 % dans le secteur agricole,.
Parmi les établissements actifs, 75,2 % n'ont aucun salariés, 21,2 % ont un à neuf salariés, 3,7 % ont dix à cinquante salariés ou plus,.
L'entreprise Revol porcelaine emploie 179 personnes à la fin 2016.
Depuis 1966, Saint-Uze abritait la manufacture d'orgues renommée d'Henri Saby, qui a été reprise par son fils Pierre (1950-2017). Pierre Saby, après des études de mécanique et un apprentissage chez le facteur d'orgues Roethinger en Alsace, a succédé à son père à la tête de l'entreprise.

### Emploi
En 2014, la population âgée de 15 à 64 ans s’élève à 1 145 personnes, parmi lesquelles on compte 74,3 % d'actif (contre 72,2 % en 2009) dont 63,9 % ont un emploi et 10,3 % de chômeurs (10,1 % en 2009). Les inactifs représentent un peu plus d'un quart de cette population,.
On dénombre 494 emplois, contre 430 en 2009 et le nombre d'actifs ayant un emploi et résidant dans la zone est de 737, contre 717 en 2009,. L'indicateur de concentration d'emploi est de 67 % (60 % en 2009), ce qui signifie qu'il y a 67 emplois pour cent actifs qui résident sur la commune,.

## Culture locale et patrimoine

### Lieux et monuments
- Chapelle Sainte-Euphémie[4] sur les hauteurs du village[46].
- Vestiges du château Montclar : oubliettes[4]. Quelques pans de murs sont intégrés dans une ferme[réf. nécessaire].
- Belles maisons sur la place : voûtes[4].
- Église Saint-Eustache : abside semi-circulaire, clocher du XIXe siècle[4].

Vals
- Ruines du château de Vals : château des dauphins de Viennois. Il est mentionné en 1237[47].

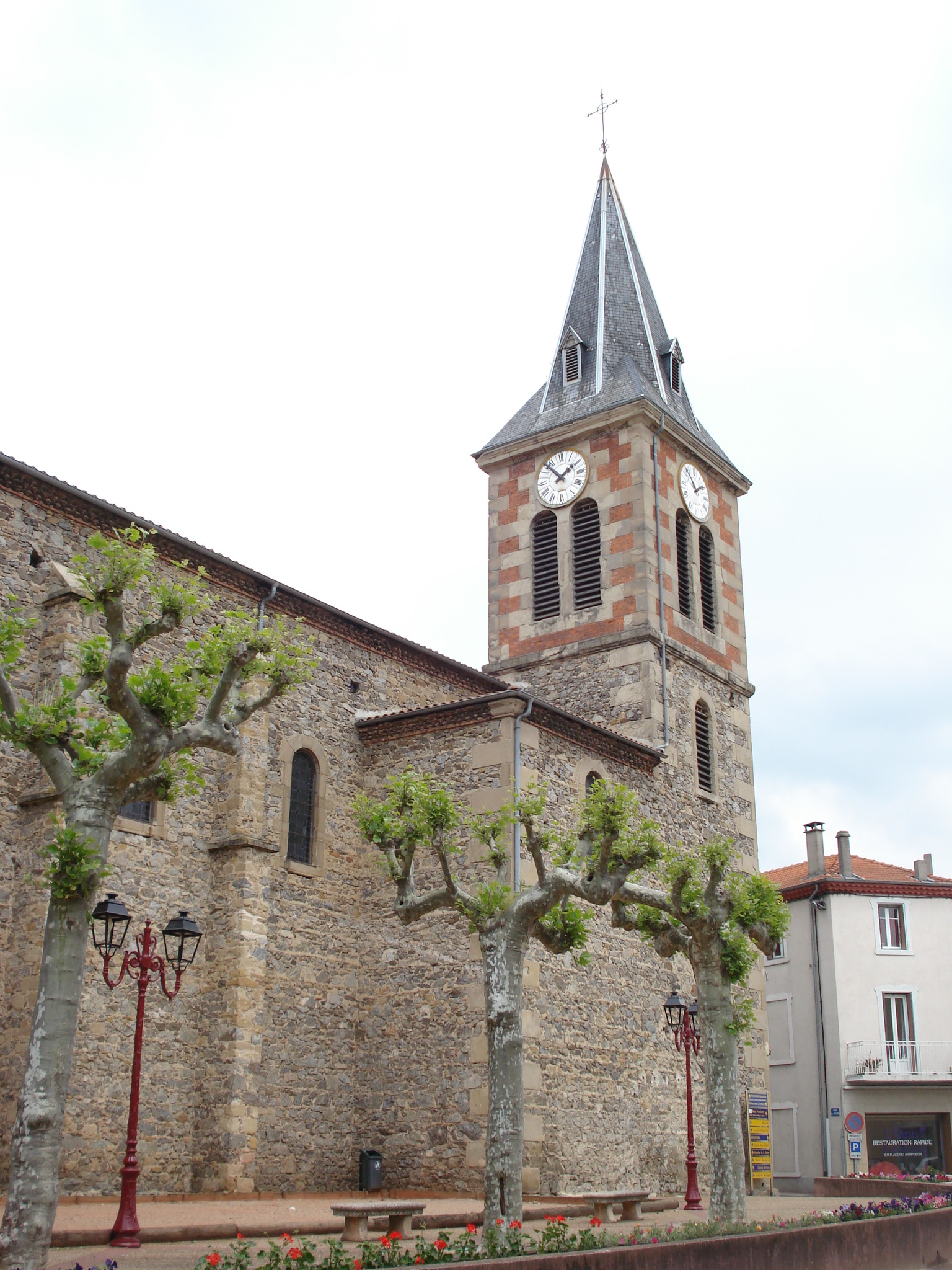
Église Saint-Eustache.
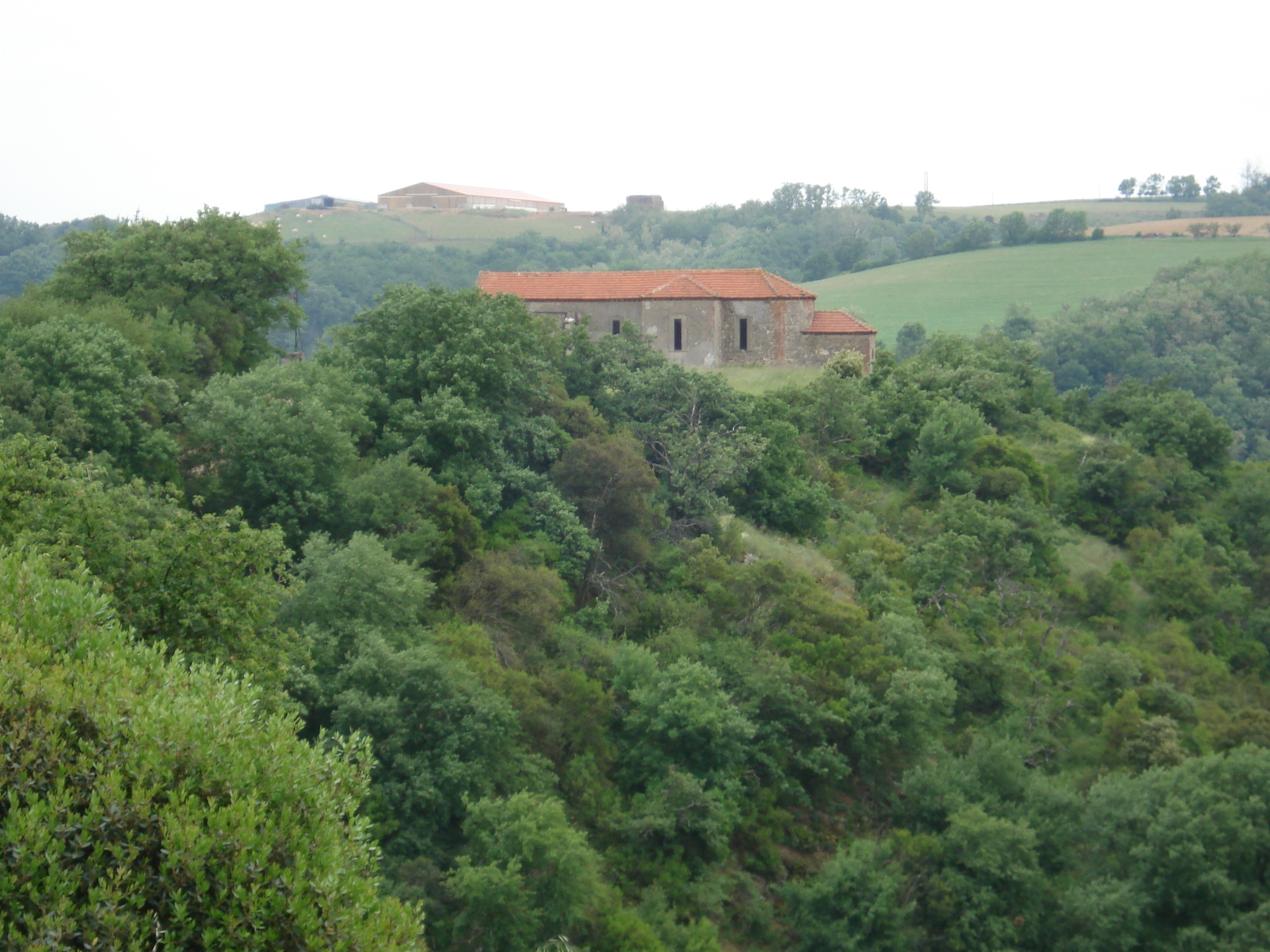
Chapelle Sainte-Euphémie.
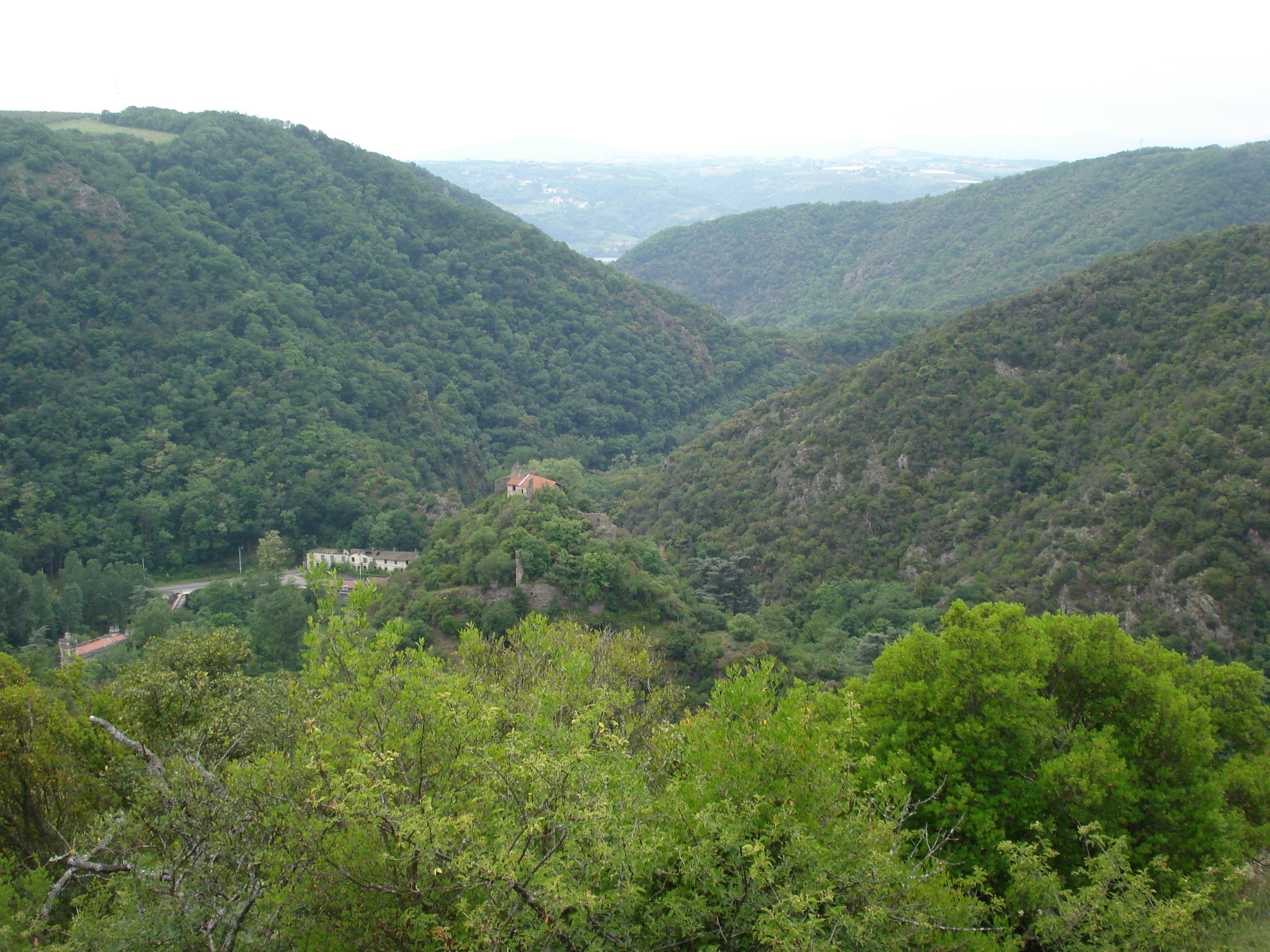
Panorama sur la vallée de la Galaure depuis Sainte-Euphémie.

### Patrimoine culturel
La Maison de la céramique est un musée consacré à l'histoire et la fabrication de la céramique (expositions permanentes et temporaires).
Littérature
- Marcel Buisson, instituteur et écrivain, auteur de Le limonadier de Saint-Uze, Maître d'école, Le fils du Toine, Les contes de la Galaure[49].

Artisanat d'art
- Céramique et poterie[4].
- Bernadette Soufflet et son atelier de vitraux et œuvres de mosaïques d'art[50].

### Personnalités liées à la commune
- Norbert Dentressangle, fondateur en 1979 à Saint-Vallier, de l'entreprise de son nom.
- Étienne Pradier (né en 1965 à Saint-Vallier) : prestidigitateur reconnu comme l'un des meilleurs du monde. Il a grandi à Saint-Uze où son père avait une exploitation agricole.

### Héraldique, logotype et devise
| Blason de Saint-Uze | Blason  | Divisé en chevron et parti d'or et d'argent, à trois amphores, celle de la pointe plus grande et brochante, le tout de l'un en l'autre; au chevron d'argent chargé de deux doubles cotices en chevron, potencées contre potencées d'azur, bordé en filet de gueules en chef à dextre et soutenu à senestre, les deux bâtons mouvant du trait du parti, le tout brochant sur la partition; au comble ondé d'azur chargé de trois dauphins d'or. |
| Blason de Saint-Uze | Détails | Le statut officiel du blason reste à déterminer. |